# Осида, Дайсукэ
Дайсукэ (яп. 大佑, 30 июля 1978 - 15 июля 2010), настоящее имя Дайсукэ Осида (яп. 押田 大佑) — японский рок-музыкант, вокалист таких групп как Kagerou, the studs, Daisuke to Kuro no Injatachi.

## Биография
Родился 30 июля 1978 года в Токио, четвёртым (младшим) ребенком в семье. С самым младшим из братьев разница в возрасте составляла девять лет. Ещё с детства ему поставили диагноз — порок сердца, но это не мешало ему вести активную деятельность.
Первой группой, с которой Дайсукэ начал свою карьеру, стала группа Le:cheri (в которой Дайсукэ играл на ударных), после релиза первой записи группа переименовалась в Fatima. С выходом первого сингла «Downer» Дайсукэ покинул группу и через некоторое время появился на сцене уже в качестве вокалиста группы Kagerou. За время существования Kagerou их синглы не раз были отмечены Oricon.
В 2007 году, после распада Kagerou, Дайсукэ организовывает группу the studs, которая, в свою очередь, выпустив 1 мини-альбом «studs», и два полноценных альбома «and hate» и «alansmithee», просуществовала 3 года, и в 2010 году ушла на перерыв.
С 2010 года Дайсукэ начал сольную деятельность с группой Daisuke to Kuro no Injatachi. Уже в мае 2010 года Daisuke to Kuro no Injatachi участвовали в «EXTRA-TERRITORIAL 2010.05.05 at SHIBUYA-AX», а второго июня вышел первый сингл — «Honrou». 15 июля 2010 года, за 2 недели до тридцатидвухлетия Дайсукэ Осида внезапно скончался в своей квартире в Токио. Через шесть дней вышел второй сингл Daisuke to kuro no Injatachi — «Iya».
20 апреля 2011 года, при участии друзей-музыкантов Дайсукэ, свет увидел первый и единственный альбом Daisuke to Kuro no Injatachi — «Shikkoku no hikari».